# Soroll rosa

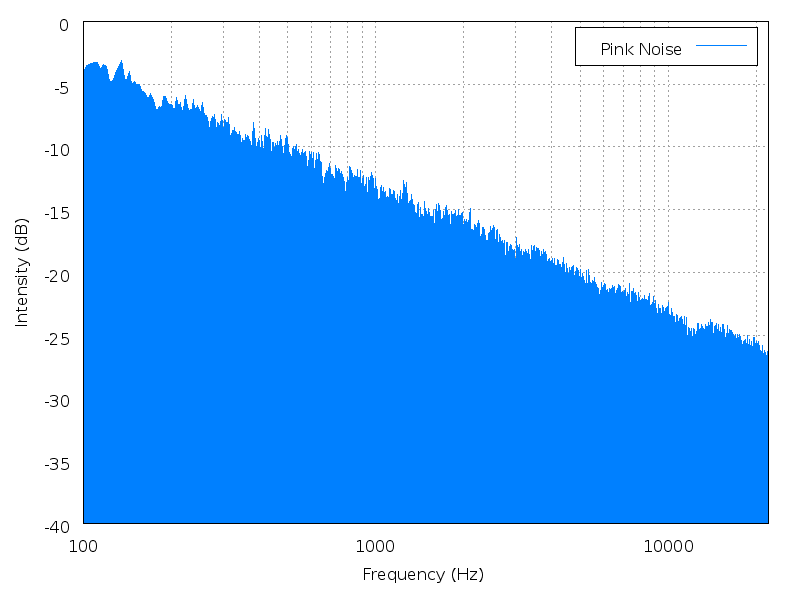
Anàlisi espectral de soroll rosa

El soroll rosa és un senyal o procés amb un espectre de freqüències tal que la seva densitat espectral de potència és proporcional al recíproc de la seva freqüència. El seu contingut d'energia per freqüència disminueix en 3 dB per octava. Això fa que cada banda de freqüències de la mateixa amplada (en octaves) contingui la mateixa energia total. Un exemple d'aplicació d'aquest tipus de soroll és l'obtenció de resposta en freqüència d'amplificadors d'àudio classe A, de manera que es redueixi l'efecte de distorsió de segon i tercer harmònic que produeixen.
Per contra, el soroll blanc, que té la mateixa intensitat en totes les freqüències, transporta més energia total per octava com més gran és la freqüència d'aquesta. Per això, mentre el timbre del soroll blanc és xiulant com una fuita de vapor (com "Pssss..."), el soroll rosa és més apagat a cau d'orella (semblant a "Xxxxx...").
El perfil de l'espectre d'un soroll rosa és pla i horitzontal quan l'eix de les freqüències segueix una escala logarítmica (graduada en octaves). Si l'eix de freqüències segueix una escala lineal, el perfil de l'espectre és una línia recta que baixa cap a la dreta, amb un pendent de 3 dB / oct.
S'usa molt com a senyal de prova en mesuraments acústics. L'espectre del soroll rosa és semblant a l'espectre mig acumulat de la música simfònica o d'instruments harmònics com el piano o l'orgue.
El nom «soroll rosa» obeeix a una analogia amb la llum blanca (que és una barreja de tots els colors) que, després de ser acolorida de manera que s'atenuïn les freqüències més altes (els blaus i violetes) resulta un predomini de les freqüències baixes (els vermells). Així doncs, el soroll rosa és soroll blanc acolorit de manera que és més pobre en freqüències altes (sons aguts).

## Generalització a més d'una dimensió
L'espectre del soroll rosa és 1/f només per als senyals d'una sola dimensió. Per als senyals de dues dimensions, per exemple, les imatges, l'espectre és recíproc a f2. En general, en un sistema n-dimensional, l'espectre és recíproc a fn, essent n un nombre real. Per als senyals de dimensions superiors, continua sent cert que cada octava porta la mateixa quantitat de potència de soroll. L'espectre de freqüències dels senyals de dues dimensions, per exemple, és també de dues dimensions, i l'àrea coberta per successives octaves és quatre vegades més gran. De fet, el soroll blanc correspondria al cas on n = 0, mentre que el cas on n = 2 també s'anomena soroll marró. Per altra banda, el cas contrari al soroll rosa, directament proporcional a la freqüència (també es podria entendre com a soroll rosa amb valor n negatiu), rep el nom de soroll blau.

## Definició formal
Sigui un senyal x(t) definit en el temps, llavors x(t) serà soroll rosa si la densitat espectral de potència és inversament proporcional a la freqüència:
{\displaystyle S_{x}(f)=\left|X(f)\right|^{2}}= {\displaystyle 1/f}
on {\displaystyle X(f)} és la transformada de Fourier de x(t):
{\displaystyle X(f)=\int _{-\infty }^{\infty }x(t)\ e^{-2\pi ift}\,dt}